# William V. Allen
William V. Allen (Midway, 1847. január 28. – Los Angeles, 1924. január 12.) az Amerikai Egyesült Államok szenátora (Nebraska, 1893–1899 és 1899–1901).